# Arnold I. (Abt von St. Blasien)
Arnold I. (auch Arnoldus I.; * in Berau; † 10. März 1247 in St. Blasien) war von 1241 bis 1247 Abt im Kloster St. Blasien im Südschwarzwald.
Im Jahr 1241 tauschte er mit Ulrich von Klingen das Gelände, worauf dieser das Städtlein Klingnau erbauen ließ. Klingnau wurde Propstei von St. Blasien.
Abt Arnold I. von Berau resignierte 1247.